# بيز بيسوك
بيز بيسوك (بالإنجليزية: Piz Pisoc)‏ هو أحد جبال سلسلة جبال الألب سيسفيينا ويقع في كانتون غراوبوندن في سويسرا. يحتل المرتبة رقم 148 في قائمة جبال سويسرا من حيث الارتفاع، إذ يبلغ ارتفاعه حوالي 3173 متر، بينما يبلغ ارتفاع نتوء الجبل 922 متر، هذا وقد سجل أول وصول لقمة الجبل عام 1865.